# 21082 Араїмасару
21082 Араїмасару (1991 TG2, 1993 FK12, 21082 Araimasaru) — астероїд головного поясу, відкритий 13 жовтня 1991 року.
Тіссеранів параметр щодо Юпітера — 3,354.